# Iglesia católica en Palestina
La Iglesia católica está presente en Palestina, a la que la Santa Sede reconoce como Estado soberano. Hay más de 80,000 católicos en Jerusalén y los territorios palestinos, principalmente en la aglomeración entre Ramallah y Belén, incluidos los suburbios de Jerusalén en Cisjordania. Los adherentes son en su mayoría de la Iglesia Latina, pero también hay una pequeña comunidad del Patriarcado de Antioquía de los melquitas, perteneciente a la Iglesia greco-melquita católica. Ambas iglesias son ritos particulares sui iuris de la Iglesia Católica.
Hay dos arzobispos de Jerusalén, uno para cada jurisdicción. La jurisdicción del Patriarcado latino de Jerusalén en Jerusalén y los territorios palestinos incluye 17 parroquias, dos de las cuales están en Jerusalén. El actual Patriarca Latino de Jerusalén es Pierbattista Pizzaballa.